# Molgula platei
Molgula platei är en sjöpungsart som beskrevs av Hartmeyer 1914. Molgula platei ingår i släktet Molgula och familjen kulsjöpungar. Inga underarter finns listade i Catalogue of Life.